# Tête blonde
Pour plus de détails, voir Fiche technique et Distribution.
Tête Blonde est un film français réalisé par Maurice Cam, sorti en 1950.

## Synopsis
Lorsqu’il trouve un colis dans le métro, étant donné cette période de restrictions, M. Truche pense que c’est peut être une bonne affaire, il le ramène chez lui mais y découvre une tête de femme. Une amie de M. Truche ayant justement disparu, le commissaire l'accuse de l'avoir assassinée et découvre la tête enterrée dans sa cave. Mais la petite amie, que M. Truche aime platoniquement, revient de la campagne et l'on repère en même temps l'assassin de l'inconnue.

## Fiche technique
- Titre : Tête Blonde
- Réalisation : Maurice Cam
- Scénario : E. Raymond (i.e. Max Glass) & Georgius (Auteur), d'après le roman homonyme de ce dernier (1947)
- Musique : Georges Tzipine
- Décors : Guy de Gastyne
- Photographie : Victor Armenise
- Son : Paul Boistelle
- Montage : Louis Devaivre
- Production : Max Glass, Jean de Carvaignac
- Société de production : Les Films Max Glass, Films J. de Cavaignac
- Société de distribution : U.F.P.C.
- Année : 1949 (tournage du 21 septembre au 20 octobre 1949)
- Pays de production :  France
- Langue originale : français
- Format : Noir et blanc - Son mono - 35 mm - 1,37:1
- Genre : Comédie
- durée : 90 minutes
- Date de sortie :
  - France : 1er septembre 1950

## Distribution
- Jules Berry : Frédéric Truche
- Michèle Philippe : Claire Fontanier
- Denise Grey : Isabelle Truche
- Jean Tissier : le prisonnier
- Robert Pizani : Martin
- Frédéric Mariotti : le gardien
- Jim Gérald : le médecin
- Raymond Girard :
- Jeanne Fusier-Gir : Mélanie
- Marcelle Géniat : la grand-mère
- Pauline Carton : la concierge de Claire
- Maximilienne : Mme Rabichou
- Claudine Céréda : Claudine
- Tania Soucault :
- Jean Pétavin :
- Louis Seigner : Maître Canard
- Roger Laugier :
- Marcel Mouloudji : Bernard
- Charles Dechamps : le juge d'instruction
- Jean Témerson : le valet
- Raymond Cordy : le brigadier
- Henri Vilbert : inspecteur Lambert
- Marcel André : inspecteur Paulot
- René Génin : le fossoyeur
- Fernand Gilbert : le gardien de prison
- Jacques Denoël : le journaliste
- Jean Berton : l'agent
- Georges Pally : le chauffeur
- Campion :
- François Vibert :
- Yvonne Dany :

## Autour du film
Quelques petits chanteurs devenus célèbres : Roger Laugier dans les Petits Chanteurs à la Croix de Bois.